# Субботино (Павлово-Посадский городской округ)
Суббо́тино — деревня в Московской области России. Входит в Павлово-Посадский городской округ. Население — 57 чел. (2010).

## География
Деревня Субботино расположена в центральной части городского округа, примерно в 2 км к западу от города Павловский Посад. Высота над уровнем моря 142 м. Рядом с деревней протекает река Ходца. В деревне 1 улица — Восточная, приписано 11 СНТ и 1 ДНП. Ближайший населённый пункт — город Павловский Посад.

## Название
Название связано с некалендарным личным именем Субота.

## История
В жалованной грамоте императрицы Елизаветы Петровны Троице Сергиевой Лавре от 11 июня 1752 года село Павлово, деревня Субботино и ряд других соседних деревень, подтверждаются собственностью ранее переданной Лавре. В этот период деревня территориально относилась к Доблинскому стану Вохонской волости
В 1774г — деревня Суботина (согласно названию на карте) нанесена на карте «Географическая карта Московской провинции».
До Секуляризационной реформы 1764 года земли деревни и её жители относились к монастырским крестьянам, являясь вотчиной Троице-Сергиевой лавры, вследствие реформы были переданы в ведение Коллегии экономии, после чего жители деревни относились к экономическим крестьянам.
27 сентября (9 октября) 1812 года — отряд Герасима Курина завершил рейд против французских войск генерала Нея с занятием деревни Субботино, причем в стычке было убито 18 французских солдат, ещё трое захвачены в плен.
В 1926 году деревня являлась центром Субботинского сельсовета Павлово-Посадской волости Богородского уезда Московской губернии, имелась школа 1-й ступени.
С 1929 года — населённый пункт в составе Павлово-Посадского района Орехово-Зуевского округа Московской области, с 1930-го, в связи с упразднением округа, — в составе Павлово-Посадского района Московской области.
До муниципальной реформы 2006 года Субботино входило в состав Рахмановского сельского округа Павлово-Посадского района.
Ранее в деревне имелась часовня, 1893 года.
С 2004 до 2017 гг. деревня входила в Рахмановское сельское поселение Павлово-Посадского муниципального района.

## Население
На 5 сентября 1768 в деревне насчитывалось 70 человек, согласно книге Кусова В. С. «Земли Московской губернии в XVIII веке».
В 1852 году в деревне Суботино согласно Указателю селений и жителей уездов Московской губернии. 1852г «составленъ по официальнымъ сведениямъ и документамъ К. Нистремом. Въ пользу учреждённыхъ подъ Высочайшемъ покровительствомъ Ея Величества Государыни Императрицы Московскихъ Детскихъ Приютовъ» насчитывалось 31 двор, 120 жителей мужского пола, 128 жителей женского пола.
В 1926 году в деревне проживало 539 человек (264 мужчины, 275 женщин), насчитывалось 105 хозяйств, из которых 102 было крестьянских. По переписи 2002 года — 37 человек (14 мужчин, 23 женщины).
| 1926 | 2002 | 2006 | 2010 |
| ---- | ---- | ---- | ---- |
| 539  | ↘37  | →37  | ↗57  |